# 油酸亚锡
油酸亚锡是一种化合物，化学式为Sn(C17H33COO)2。它可由一氧化锡和油酸在180 °C反应制得。它可用于硫化亚锡纳米颗粒的合成。它的LD50大于180（单位：mol×10−10，家蝇）。